# 伊祖
伊祖（いそ、いーず）は、沖縄県浦添市の地名。現行行政地名は伊祖一丁目から伊祖五丁目。:2008年1月31日現在の人口3,868人、世帯数1,473世帯。郵便番号901-2132。

## 地理
浦添市中央部から北東部に位置する。仲間・大平・屋富祖・城間・港川・牧港と隣接する。大平インターチェンジの北側、沖縄県立浦添商業高等学校の南側、伊祖公園の東側一帯を占める。

## 歴史
- 1986年11月25日　住居表示実施（伊祖一丁目、二丁目、三丁目、四丁目設置）。
- 2000年11月27日　住居表示実施（伊祖五丁目設置）。

## 交通

### 道路
- 国道330号（浦添バイパス）
- 沖縄県道38号浦添西原線
- 沖縄県道153号線
- 沖縄県道251号那覇宜野湾線（パイプライン通り）

### バス
- 以下のバス停が所在する。
  - 伊祖入口
  - 伊祖四丁目
  - 伊祖二丁目
  - 伊祖
  - 浦添総合病院西口
- 上記のバス停に停車する路線。
  - 55番・牧港線　（琉球バス交通）
  - 56番・浦添線　（琉球バス交通）
  - 99番・天久新都心線　（琉球バス交通）
  - 191番・城間（一日橋）線　（東陽バス）

## 施設

### 伊祖一丁目
- 福祉作業所そなえ会
- 沖縄県立大平特別支援学校
- 浅野浦公民館
- 浅野浦公園
- あさやら公園
- ひなぎく公園

### 伊祖二丁目
- 浦添市立浦城っ子児童センター
- 浦添市立浦城幼稚園
- 浦添市立浦城小学校
- 沖縄海邦銀行浦添支店
- てだこボウル（ボウリング場）
- かんな公園
- ひなげし公園
- JAおきなわ伊祖支店

### 伊祖三丁目
- 浦添市立若草児童センター
- さみどり保育園
- 沖縄県立浦添商業高等学校
- 浦添伊祖郵便局
- ローソン浦添パイプライン通伊祖店
- 伊祖公園
- 伊祖城跡
- 伊祖公民館
- コザ信用金庫伊祖支店
- すずらん公園

### 伊祖四丁目
- 介護老人保健施設 アルカディア
- 特定医療法人仁愛会 浦添総合病院
- 沖縄統合医療学院
- まえはら公園

### 伊祖五丁目
- 浦添本願寺（西本願寺（浄土真宗本願寺派本山）沖縄別院）
- 沖縄コカ・コーラボトリング本社
  - 浦添工場
  - 浦添営業所
  - チェーンストア営業所
  - フードサービス営業所
- 浦添大公園

## 史跡
- 伊祖城跡（県指定文化財：史跡）
- 伊祖の高御墓（県指定文化財：有形文化財（建造物））
- 浦添貝塚（県指定文化財：史跡）

## 自治会
- 仲間自治会
- 伊祖自治会
- 城間自治会
- 大平自治会
- 緑ヶ丘自治会
- 浅野浦自治会
- 浦添ハイツ自治会